# 시우얌통
시우얌통(중국어 간체자: 萧荫堂, 정체자: 蕭蔭堂, 병음: Xiāo Yìntáng 샤오인탕[*], 한자음: 소음당, 영어: 
Yum-Tong Siu, 월병: Siu1 Jam3tong4, 1943~)은 중국 태생의 수학자이다.

## 학력
- 1960년~1963년: 홍콩 대학 (학사)
- 1963년~1964년: 미네소타 대학원 수학과 (석사)
- 1964년~1966년: 프린스턴 대학원 수학과 (박사)

## 생애
1943년 5월 6일 중국 광저우에서 태어났다. 이후 홍콩 대학에서 수학 학사 학위, 미네소타 대학교에서 수학 석사 학위를 수여받았고, 1963년~1966년 동안 프린스턴 대학교에서 수학 박사 과정을 밟았다.
이후 퍼듀 대학교와 노터데임 대학교에서 조교수로 있다가, 이후 예일 대학교와 스탠퍼드 대학교 정교수가 되었다. 1982년에 하버드 대학교 정교수가 되었고, 1992년에 하버드의 윌리엄 엘우드 바이얼리 석좌 교수(영어: William Elwood Byerly Professor)가 되었다.

## 업적
시우얌통은 다변수 복소해석학과 미분기하학의 기법을 대수기하학에 응용하여, 다양한 미해결 문제를 해결하였다. 2006년에은 대수기하학의 주요 미해결 난제였던 표준환의 유한 생성성을 해석학적 기법으로 증명하였다.